# Bayboro
Bayboro è una città degli Stati Uniti d'America situata nella Carolina del Nord, nella Contea di Pamlico, della quale è anche il capoluogo.